# Щербина, Иван Кузьмич
Иван Кузьмич Щербина (19 мая 1904, село Покровское, Екатеринославская губерния — 23 января 1997, Москва) — советский военный деятель, генерал-майор (17.11.1943).

## Начальная биография
Родился 19 мая 1904 года в селе Покровское, ныне в Покровском сельском совете, Бахмутского района, Донецкой области в семье крестьянина. Окончил начальную школу. Работал подручным рабочего на угольном руднике «Пшеничный» в селе Покровское.

## Военная служба

### Межвоенное время
В январе 1922 года Щербина добровольно поступил на 61-е Мариупольские пехотные курсы. Осенью того же года эти курсы были расформированы, а он переведен в Одесскую пехотную школу комсостава РККА им. И. Э. Якира. По её окончании в сентябре 1926 года назначен командиром взвода 239-го стрелкового полка 80-й стрелковой дивизии УВО в город Славянск. С декабря 1928 года командовал комендантским взводом этой дивизии в городе Артемовск.
С января 1930 по ноябрь 1931 года находился на военно-топографических курсах переподготовки комсостава РККА при Военно-топографической школе в Ленинграде, по окончании назначен на должность топографа 2-го разряда 6-го военно-топографического отряда. В апреле 1933 года временно откомандирован в 3-й военно-топографический отряд в Ленинграде. С июня 1933 года служил в 59-м стрелковом полку 20-й стрелковой дивизии ЛВО в м. Токсово Ленинградской области в должностях помощника командира учебной роты одногодичников, с ноября 1935 года — помощник начальника штаба полка, с мая 1936 года — начальника штаба 3-го батальона. В сентябре того же года полк был переименован в 200-й стрелковый и вошёл в состав 67-й стрелковой дивизии. В ноябре 1937 года он был передислоцирован в город Себеж — в состав БВО, затем в 1938 года вошёл в Калининский ВО и переименован в 114-й стрелковый полк.
В ноябре 1938 года капитан Щербина убыл на учёбу в Военную академию РККА им. М. В. Фрунзе, где зачислен слушателем 5-го факультета (курс штабных командиров). Во время учёбы в конце декабря 1938 года назначен начальником штаба 114-го стрелкового полка. В мае 1939 года, сдав экзамен за 1-й основной курс, был зачислен на 2-й курс заочного обучения и оставлен в академии в должности начальника учебной части вечернего отделения 4-го факультета. В начале мая 1941 года окончил её и был назначен заместителем командира 18-го мотострелкового полка 18-й танковой дивизии МВО в городе Калуга, в июне вступил в командование этим полком. В том же месяце дивизия в составе 7-го механизированного корпуса вошла в подчинение формируемой в ОрВО 20-й армии.

### Великая Отечественная война
В начале войны дивизия в составе корпуса и армии находилась в резерве Ставки ГК. В начале июля 1941 года она убыла на витебское направление и в составе Группы войск ярцевского направления Западного фронта участвовала в Смоленском сражении, в оборонительных боях на линии Витебск, Сено, Борисов и далее на московском направлении. Неоднократно с полком вел бои в окружении (в районе Холм-Жирковский, под Вязьмой и Волоколамском).
В июле 1941 года военным трибуналом Западного фронта приговорен к расстрелу за применение силы и разоружение генерала в ходе боевых действий (не дал генерал-лейтенанту А. И. Еременко расстрелять без суда своего начальника штаба). Приговор заменили десятью годами лишения свободы, с приведением в исполнение после окончания войны. Под свою защиту Щербину взял генерал К. К. Рокоссовский и в августе 1941 года назначил его заместителем начальника оперативного отдела штаба своей 16-й армии. За этот период Щербина был дважды ранен (в августе 1941 г. — под Ярцевом и 15 октября — под Наро-Фоминском).
10 декабря 1941 года Приказом по 16-й армии был назначен командиром 282-го стрелкового полка 19-й стрелковой дивизии Западного фронта, однако в должность не вступил. В конце декабря назначен командиром 27-го гвардейского стрелкового полка 11-й гвардейской стрелковой дивизии (до 5 января 1942 года — 18-я стрелковая), которая вела наступательные бои на истринском направлении. С марта 1942 года временно и. д. начальника штаба этой дивизии. 3 мая 1942 года за прорыв обороны противника и форсирование реки Истра она была награждена орденом Красного Знамени. В июле — августе 1942 года её части вели упорные наступательные и оборонительные бои, имея задачу не допустить противника на северный берег реки Жиздра.
С 25 августа 1942 года полковник Щербина и. д. заместителя командира, а с 9 ноября — командира этой же 11-й гвардейской стрелковой дивизии. С 4 января 1943 года командовал 4-й отдельной стрелковой бригадой Западного фронта. С 24 февраля допущен к и. д. командира 31-й гвардейской стрелковой дивизии. Её части вели боевые действия в 16-м гвардейском стрелковом корпусе 16-й армии (с 16 апреля 1943 г. — 11-й гвардейской) на Западном, Брянском (с 30 июля), 2-м Прибалтийском (с 20 октября) и 1-м Прибалтийском (с 18 ноября) фронтах. Дивизия участвовала в Орловской и Городокской наступательных операциях, в ходе которых были освобождены города Карачев и Городок. В конце апреля 1944 года она в составе корпуса и армии была выведена в резерв Ставки, затем в конце мая включена в 3-й Белорусский фронт. В его составе участвовала в Минской и Вильнюсской операциях. В ходе последней 6 июля 1944 года в боях в районе Молодечно генерал-майор Щербина был ранен и до октября находился в госпитале в Москве и Сочи.
По излечении назначен командиром 84-й гвардейской стрелковой дивизии этой же 11-й гвардейской армии 3-го Белорусского фронта и в этой должности находился до конца войны. В её составе участвовал в Восточно-Прусской, Инстербургско-Кенигсбергской, Кенигсбергской наступательных операциях.
За время войны комдив Щербина был два раза раз упомянут в благодарственных в приказах Верховного Главнокомандующего.

### Послевоенное время
После войны генерал-майор Щербина продолжал командовать этой дивизией в Особом военном округе (г. Кенигсберг), с марта 1946 года — в составе ПрибВО.
С июля 1946 года и. д. зам. командира 16-й гвардейской стрелковой дивизии. С сентября 1946 по декабрь 1948 года находился на учёбе на курсах усовершенствования командиров стрелковых дивизий при Военной академии им. М. В. Фрунзе.
С июня 1949 года командовал 25-й отдельной стрелковой бригадой АрхВО в городе Вологда. С января 1951 года был командиром 207-й стрелковой дивизии, а с марта 1954 года — заместителем командира 79-го стрелкового корпуса в 3-й армии ГСОВГ.
В августе 1954 года назначен командиром Куйбышевского корпуса ПВО. С января по декабрь 1956 года находился на ВАК при Высшей военной академии им. К. Е. Ворошилова, по окончании назначен 1-м заместителем начальника Управления боевой подготовки ТуркВО (с января 1961 г. — зам. начальника Управления боевой подготовки и вузов).
В мае 1962 года уволен в запас.
Указом Президента Российской Федерации от 6 сентября 1996 года награждён орденом Жукова. Похоронен на Митинском кладбище.

## Награды
- орден Жукова (06.09.1996)
- два ордена Ленина (05.05.1945, 30.04.1947[4])
- пять орденов Красного Знамени (в том числе 02.09.1943, 03.11.1944[4], 12.02.1945, 13.06.1952[4])
- орден Суворова II степени (04.07.1944)
- орден Кутузова II степени (30.08.1943)
- два ордена Отечественной войны I степени (14.03.1944, 06.04.1985[5])
- медали в том числе:
  - «За оборону Москвы»
  - «За Победу над Германией в Великой Отечественной войне 1941—1945 гг.» (1945)
  - «За взятие Кенигсберга» (1945)
  - «Ветеран Вооружённых Сил СССР» (1976)

Приказы (благодарности) Верховного Главнокомандующего в которых отмечен И. К. Щербина.
- За овладение штурмом крепостью и главным городом Восточной Пруссии Кенигсберг — стратегически важным узлом обороны немцев на Балтийском море. 9 апреля 1945 года. № 333
- За овладение последним опорным пунктом обороны немцев на Земландском полуострове городом и крепостью Пиллау — крупным портом и военно-морской базой немцев на Балтийском море. 25 апреля 1945 года. № 343